# Schmidtea polychroa
Schmidtea polychroa is een platworm (Platyhelminthes). De worm is tweeslachtig. De soort leeft in of nabij zoet water.
Het geslacht Schmidtea, waarin de platworm wordt geplaatst, wordt tot de familie Dugesiidae gerekend. De wetenschappelijke naam van de soort werd, als Planaria polychroa, voor het eerst geldig gepubliceerd in 1861 door Schmidt.

## Synoniem
- Planaria wytegrensis Sabussow, 1907[1]
  - Dugesia wytegrensis (Sabussow, 1907)
  - Euplanaria wytegrensis (Sabussow, 1907)